# Saint-Benoît (Aude)
Saint-Benoît es una pequeña localidad  y comuna francesa, situada en el departamento del Aude en la región de Languedoc-Roussillon.
A sus habitantes se les conoce por el gentilicio Bénédiétins.

## Demografía
| 52 | 68 | 56 | 89 | 90 | 106 |
| Para los censos de 1962 a 1999 la población legal corresponde a la población sin duplicidades (Fuente: INSEE [Consultar]) |    |    |    |    |     |

(Población sans doubles comptes según la metodología del INSEE).